# لانتانا مخملية
لانتانا مخملية (الاسم العلمي: Lantana velutina) هي نوع نباتي يتبع جنس اللانتانا من فصيلة اللويزية.